# Cyprinus pellegrini
Cyprinus pellegrini — вид прісноводних риб роду короп (Cyprinus), родини коропових. Представник ендемічної фауни Китаю. Сягає 12 см довжиною.